# Atropha amabilis
Atropha amabilis là một loài tò vò trong họ Ichneumonidae.